# Anisotes parvifolius
Anisotes parvifolius är en akantusväxtart som beskrevs av Oliver.. Anisotes parvifolius ingår i släktet Anisotes och familjen akantusväxter. Inga underarter finns listade i Catalogue of Life.